# Steuerhinterziehungsbekämpfungsgesetz
Das Steuerhinterziehungsbekämpfungsgesetz (StHBG) ist ein am 1. August 2009 in Deutschland in Kraft getretenes Gesetzesvorhaben zur internationalen Steuerharmonisierung. Es erfolgte als Reaktion auf die Forderung der OECD und den Beschluss der G-20-Staaten, steuerschädlichen Praktiken entgegenzuwirken und Anstrengungen zu unternehmen, die internationale Steuerumgehung durch die Nutzung von Steueroasen einzudämmen.

## Ziel der Steuerreform
Im Fokus stehen die Staaten, die nicht bereit sind, ausländischen Steuerbehörden die für ein Besteuerungsverfahren erforderlichen Auskünfte entsprechend den OECD-Standards zu erteilen, und somit den Steuerpflichtigen die nationale Steuerhinterziehung erleichtern.
Nachdem diese kooperationsunwilligen Staaten jedoch nicht Normadressaten eines deutschen Gesetzes sein können, zielt dieses Gesetz auf die Steuerbürger mit Steueroasenbeziehungen ab, die unmittelbar von den Einzelmaßnahmen betroffen sind.

## Einzelmaßnahmen
Durch das StHBG wurden folgende Gesetze neu gefasst:
- § 51 Abs. 1 Nr. 1 Buchst. f EStG
- § 33 Abs. 1 Nr. 2 Buchst. e KStG
- § 90 Abs. 2 S. 3 AO
- § 147a AO
- § 162 Abs. 2 S. 2 AO
- § 12 Abs. 5 S. 2 ZollVG

und folgende Gesetze geändert:
- § 193 AO
- Art. 97 § 22 EGAO
- § 1 Abs. 3a S. 3 ZollVG
- § 12a Abs. 5 S. 3 ZollVG

## Weblink
- Gesetz zur Bekämpfung der Steuerhinterziehung (Steuerhinterziehungsbekämpfungsgesetz - StHBG) k.a.Abk.; G. v. 29. Juli 2009 BGBl. I Nr. 48, S. 2302; Geltung ab 1. August 2009